# Mihail Aslan
Mihail Aslan (pe numele complet Mihail Ceaur-Aslan, n. 10 august 1857, Onești – d. 1936, București) a fost unul dintre generalii Armatei României din Primul Război Mondial.
A îndeplinit funcția de comandant al Armatei 3 între 14/27 august - 25 august/7 septembrie 1916, când îi este ridicată comanda în urma modului defectuos în care a condus acțiunile militare care s-au soldat cu căderea Turtucaiei.:pp 364-398

## Date biografice
Mihail Aslan s-a născut la Onești, în familia hatmanului Alecu Ceaur-Aslan, fiind fiul cel de-al unsprezecelea din cei doisprezece ai hatmanului și al șaselea din cea de-a doua căsătorie a acestuia cu Felicia Moser. 
A fost căsătorit cu Eliza Olănescu.

## Cariera militară
După absolvirea școlii militare de ofițeri cu gradul de sublocotenent, Mihail Aslan a fost repartizat la Batalionul 2 Vânători, unitate în cadrul căreia a participat la acțiunile militare din războiul de independență din 1877-1878. În 1880 a fost mutat la Regimentul 27 Dorobanți Bacău, iar după avansarea la gradul de căpitan, în 1882, este mutat la Școala Fiilor de Militari din Craiova. A mai ocupat diferite funcții în Regimentele 10 (1883-1885), 3 (1886-1889) și 26 Dorobanți (1890-1893). Între 1893-1896 a fost comandant al Batalionului 2 Vânători, de unde a fost mutat ca director de studii și profesor la Școala Militară de Infanterie și Cavalerie (1897-1901)
A fost comandant al: Regimentului 22 Dâmbovița (1901-1903), Regimentului 27 Bacău (1903-1907) și Brigăzii 15 Infanterie (1907-1910). 
Ulterior a lucrat în administrația centrală a Ministerului de Război ca director superior al Personalului (1910-1912), director superior al Infanteriei (1912-1913) și inspector tehnic al aceleași arme (1914). 
În timpul celui de-Al Doilea Război Balcanic a comandat Divizia 3 Infanterie, iar în octombrie 1913 a fost numit comandant al Corpului 3 Armată.
Pe timpul Primului Război Mondial a îndeplinit funcția de comandant al Armatei 3, iar după demiterea de la comanda acesteia a mai comandat, de la 1 ianuarie 1917, Corpul 2 teritorial. La 30 aprilie 1918 a demisionat și a fost trecut în rezervă.:p. 647

## Lucrări
- Regulamentul exercițiilor infanteriei, București, 1906 (traducere, 1909)
- Memoriu asupra căderii capului de pod Turtucaia, Iași (1918)
- Turtucaia. Studiu strategic, București, 1921[6]

## Decorații
- Ordinul „Steaua României”, în grad de cavaler (1895)
- Ordinul „Steaua României”, în grad de ofițer (1907)
- Ordinul „Coroana României”, în grad de comandor (1910)
- Ordinul „Frantz Iosef, clasa a II-a (1896)
- Ordinul „Tezaurul Sfânt”, în grad de mare ofițer (Japonia, 1912)
- Crucea Trecerea Dunării
- Medalia Apărătorilor Independenței
- Medalia Comemorativă Rusă
- Medalia jubiliară „Carol I” (1906)
- Semnul onorific de aur pentru serviciu militar de 25 de ani (1901)[5]:pp 647-649

## Vezi și
- Participarea României la Primul Război Mondial
- Ordinea de bătaie a Armatei României (1916)
- Ordinea de bătaie a Armatei României (1917)
- Comandanți de mari unități ale Armatei României

| Portal icon | Portal România în Primul Război Mondial |

| Portal icon | Portal Primul Război Mondial |

| Portal icon | Portal Istorie |